# طحا الأعمدة
طحا الأعمدة هي إحدى القرى التابعة لمركز سمالوط بمحافظة المنيا في جمهورية مصر العربية، وينسب إليها الفقيه المحدث الحنفي أبو جعفر الطحاوي. بحسب إحصاءات سنة 2006، بلغ إجمالي السكان في قرية طحا الأعمدة 9781 نسمة، منهم 5042 رجلا و4739 امرأة.

## تاريخ القرية
تعد قرية «طحا الأعمدة» من القرى القديمة، وكانت قديمًا من المدن المصرية واسمها حينئذ «Tyhr»، وسمّاها الرومان «Theodosiopolis»، بينما أطلق عليها أهل مصر من الأقباط اسم «Touho»، وهو الذي عرّبه المسلمون إلى «طحا». وقد ذكرها ابن خرداذبة كقاعدة لإحدى كور مصر في العصر العباسي، وقال عنها الإدريسي: «مدينة طحا وهي أسفل من مدينة الأشمونى وهي مدينة مشهورة يعمل بها وفي طرزها ستور صوف وأكسية صوف منسوب إليها»
كما ذكرها ابن مماتي في قوانينه وابن الجيعان في التحفة السنية باسم «طحا المدينة» ضمن الأعمال البهنساوية. وفي التربيع العثماني، تغيّر الاسم إلى «طحا الأعمدة» نسبة إلى معبد ذي أعمدة بها. كما اشتهرت بين العامة بأسماء أخرى مثل «طحا العمودين» و«طحا أم عمودين»، إلى أن استقر الاسم رسميًا منذ سنة 1230هـ/1815م على «طحا الأعمدة».